# Albert Éloy-Vincent
Pour les articles homonymes, voir Eloy et Vincent.
Albert Éloy-Vincent est un journaliste et peintre français.

## Biographie
Né à Montpellier le 20 décembre 1868, Louis Albert Vincent, dit Albert Éloy-Vincent, embrasse une carrière de peintre.
Professeur et directeur de l'École des beaux-arts de Nîmes[Quand ?], ainsi que conservateur du musée des beaux-arts de Nîmes, Eloy-Vincent est une véritable  « figure » de la « vie littéraire et artistique nîmoise ». Membre fondateur de l'École antique de Nîmes en 1920, et membre de l'Académie de Nîmes en 1917, qu'il préside en 1927, il est également membre de la société occitaniste Nemausa.
Il meurt le 30 novembre 1945 à Nîmes.

## Ouvrages
- Je passe mon anatomie : billevesée en VI scènes, Montpellier, Delord-Boehm, 1899 (BNF 30398774).
- La Chatte borgne : déclaration des droits de la bête, Nîmes, Fabre, 1922 (BNF 35286856).
- Le Silence, condition de l'art, Nîmes, La Laborieuse, 1923 (BNF 32075273).
- À pas lents sous les platanes de la préfecture, Nîmes, Salles, 1929 (BNF 32075270).
- Armand Coussens, peintre graveur (1881-1935), Paris, Horizons de France, 1936 (BNF 31525804).

## Galerie

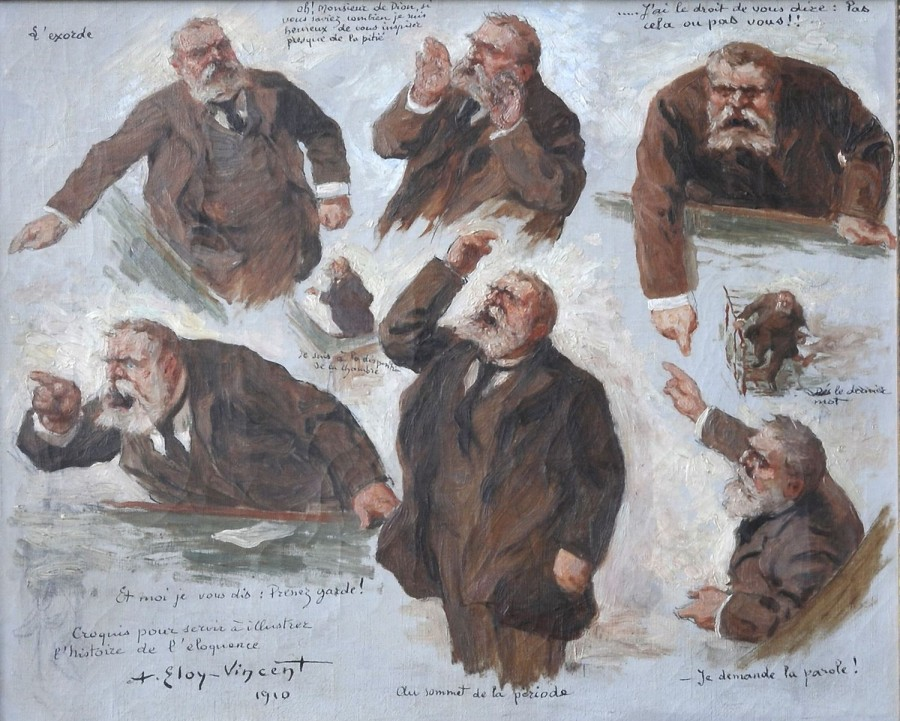
Croquis pour servir à l’histoire de l’éloquence (1910)